# Требовљани
Требовљани су насељено мјесто на подручју града Градишка, Република Српска, БиХ. Према попису становништва из 1991. у насељу је живјело 425 становника.

## Историја
Јасеновачке усташе су 16. августа 1942. у селу Слoбоштини код Славонске Пожеге убиле 1.165 заробљeних Козарчана. У дубоким сеоским бунарима удављено jе педесеторо деце из села Требовљана под Козаром.
Највећи усташки злочин у Славонији почињен је у селу Слобоштина. Ту је 16. августа 1942. убијено 1.368 жена и деце од којих је 1.165. било са Козаре. Жртве су повезали жицом и живе бацили у пет великих бунара. Овај стравични догађај преживела је 15-годишња Станка Панић из села Требовљана, која сведочи. Кад су нас потерали према бунарима, усташа ме је снажно ударио кундаком и ја сам пала у дубоки шанац обрастао купином. мој брат Здравко и сестра од стрица Драгиња, Јованка, Зора и Радосава убијене су у сеоској православној цркви. Моје рођаке Анка, Душанка, Зорка и Стана Пашалић, поклане су и бачене у један од дубокух бунара у црквеној порти. Овде је смрт нашло много жена и девојака из Бистрице и Требовљана. У дубоким бунарима угашен је живот око стотину деце из наших заселака Чикића, Гускића и Лајића. Касније смо их препознавале по одећи. Даница и Гроздана Шиник из Милошева Брда извукле су из једног бунара и свог четворогодишњег брата Душана. О страдању жена и деце у јасеновачким логорима сведочило је неколико преживелих логорашица које су се самим чудом спасиле и изнеле свету истину о геноциду над српском и осталом децом.

## Становништво
| Демографија- | Демографија- | Демографија- |
| Година       | Становника   | Становника   |
| ------------ | ------------ | ------------ |
| 1948.        | 2.052        |              |
| 1953.        | 0            |              |
| 1961.        | 504          |              |
| 1971.        | 493          |              |
| 1981.        | 441          |              |
| 1991.        | 425          |              |